# Ablabesmyia subrecta
Ablabesmyia subrecta är en tvåvingeart som först beskrevs av Jean-Jacques Kieffer 1923.  Ablabesmyia subrecta ingår i släktet Ablabesmyia och familjen fjädermyggor. Inga underarter finns listade i Catalogue of Life.